# ویویان ونس
 ویویان ونس (انگلیسی: Vivian Vance؛ ۲۶ ژوئیهٔ ۱۹۰۹ – ۱۷ اوت ۱۹۷۹) یک هنرپیشه، و خواننده اهل ایالات متحده آمریکا بود.
از فیلم‌ها یا برنامه‌های تلویزیونی که وی در آن نقش داشته است می‌توان به عاشقتم لوسی اشاره کرد.